# بيلي جونز
بيلي جونز (بالإنجليزية: Billy Jones)‏ (24 مارس 1987 المملكة المتحدة - ) هو لاعب كرة قدم بريطاني يلعب كمدافع.

## وصلات خارجية
بيلي جونز على موقع قاعدة بيانات كرة القدم.إي يو (الإنجليزية)
- بيلي جونز على موقع Soccerbase.com (لاعب) (الإنجليزية)
- بيلي جونز على موقع Soccerway.com (الإنجليزية)
- بيلي جونز على موقع عالم كرة القدم.نت (الإنجليزية)
- بيلي جونز على موقع AS.com (الإسبانية)